# Spoliczkowanie

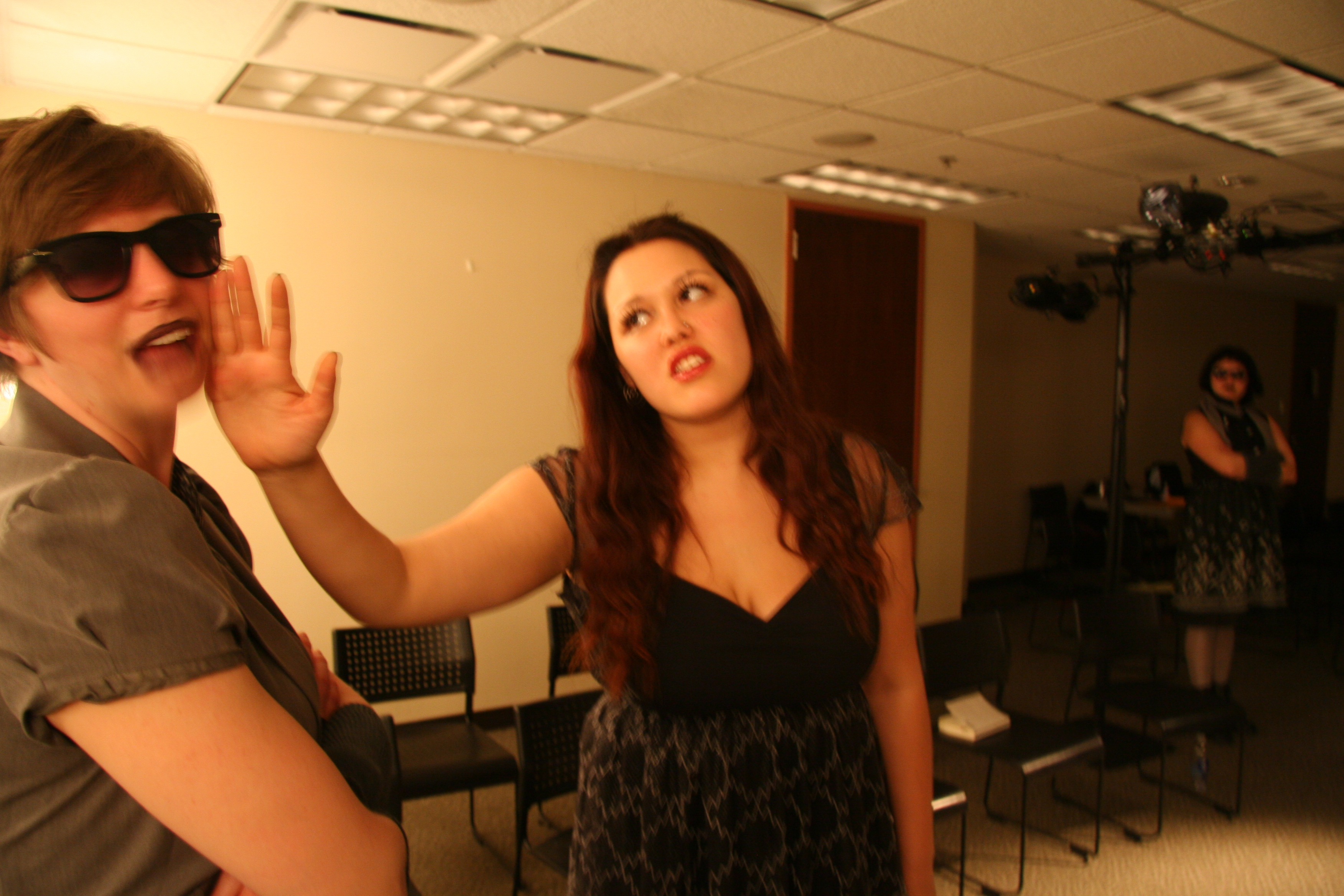
Eurydyka policzkuje Hałaśliwy Kamień, przedstawienie w college'u Eurydice Sarah Ruhl

Spoliczkowanie (łac. alapa) – gest polegający na uderzeniu drugiej osoby w policzek otwartą dłonią. W kulturze europejskiej wykonany przez mężczyznę wyraża intencję znieważenia i sprowokowanie wyzwania na pojedynek, symbolizuje pasowanie na rycerza, włączenie do gildii i bierzmowanie oraz zapamiętanie umowy; wykonany przez kobietę był podstawową uprawnioną reakcją na zniewagę.

## Spoliczkowanie rytualne

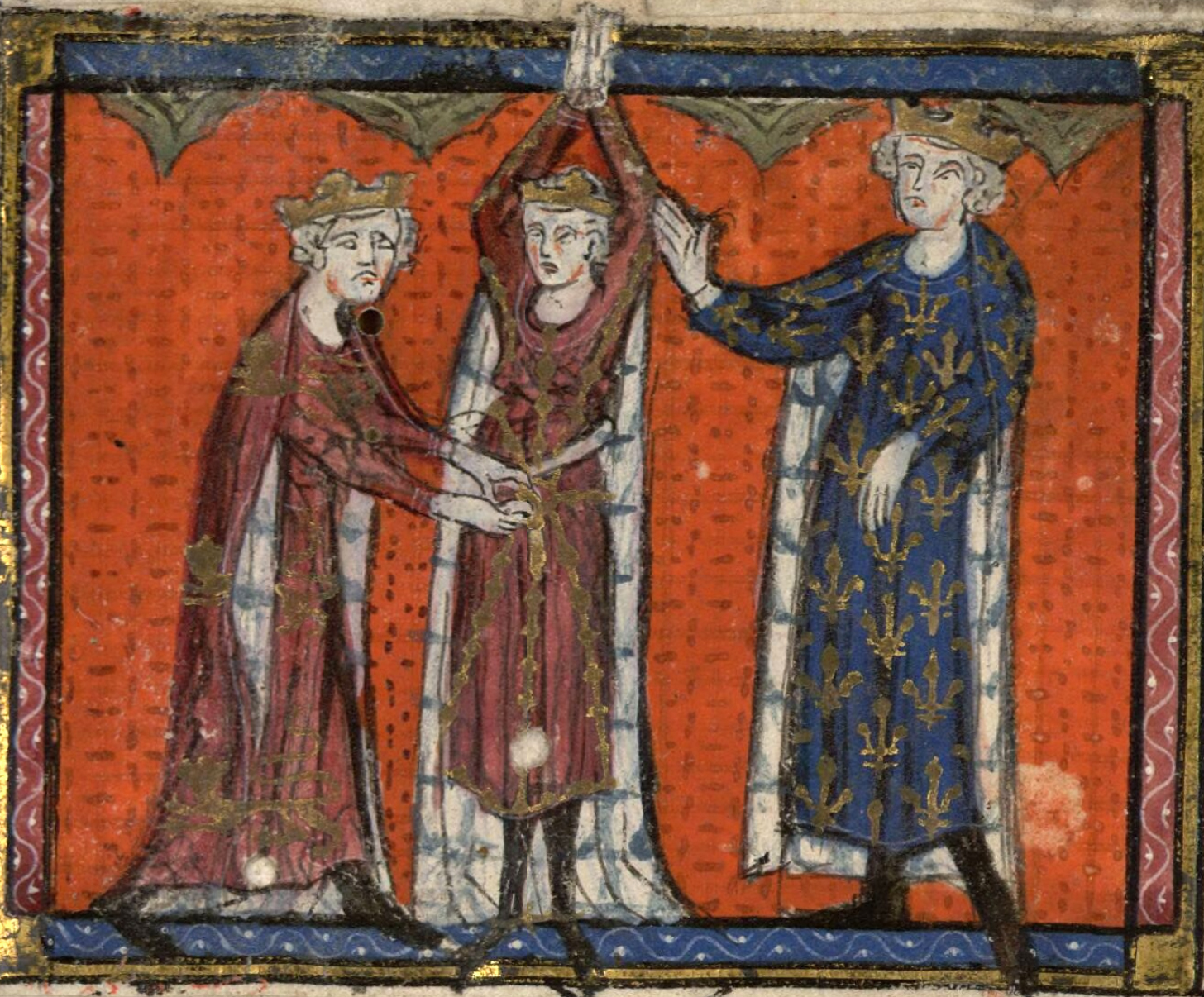
Pasowanie na rycerza Ludwika X przez Edwarda II (przypina pas) i Filipa IV (policzkuje) w 1313, miniatura

W różnych tradycjach gest spoliczkowania miał charakter rytualny, wyrażający powitanie, akceptację i włączenie do określonej społeczności. W starożytnym Rzymie obrzęd wyzwolenia niewolnika zawierał dobroduszne uderzenie go w policzek przez właściciela w obecności pretora. Podobny rytuał wchodził w skład średniowiecznych obrzędów włączających do wojska, a następnie pasowania na rycerza, w których wojownik, lub rycerz był witany uderzeniem „zatwierdzenia”, czyli „spoliczkowaniem wojskowym” (łac. alapa militaris).
Taki sam gest towarzyszył mieszczańskim obrzędom przyjmowania do gidlii. W niektórych regionach Polski, Austrii i Niemiec istniał ludowy zwyczaj wzajemnego uderzania się po policzku dla „zatwierdzenia”, lub „zapamiętania” przy pewnych czynnościach gospodarczych i zawieraniu umów. Np. w XVII wieku, po zakończeniu budowy barokowego kościoła św. Mikołaja i św. Franciszka Ksawerego w Otmuchowie, majster spoliczkował czeladników, a uczniów oblano wodą, „w celu zapamiętania, że w tym dniu ukończono budowę kościoła”. Potem rozdano pieczone kurczaki i piwo.
W katolickiej liturgii bierzmowania biskup policzkował bierzmowanego (gest alapa), mówiąc: „Pokój tobie” (łac. Pax tecum), od XIII wieku, gdy w obrządku łacińskim bierzmowanie stało się sakramentem dojrzałości chrześcijańskiej. Gest ten jest analogią do pasowania na rycerza i symbolem umocnienia bierzmowanego, jako „żołnierza Chrystusa”.
W niektórych tradycyjnych kulturach, kiedy dziewczęta mają pierwszą miesiączkę, ich matki wymierzają im „policzek”, uważany w ich tradycjach za symbol wejścia w trudności życia kobiet.

## Spoliczkowanie hańbiące

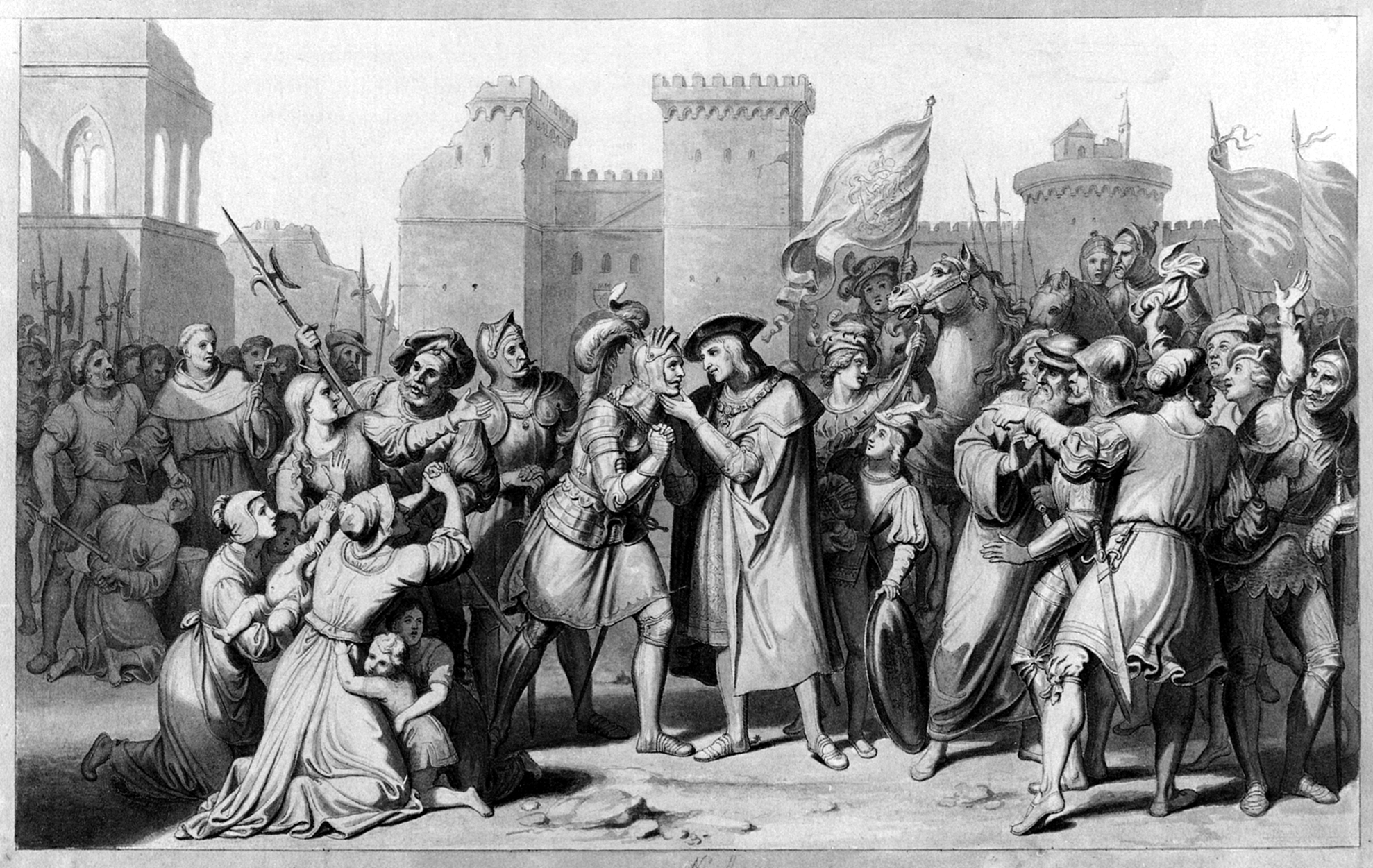
Cesarz Maksymilian I Habsburg policzkuje księcia Eryka I Starszego, pod Kufstein, za to, że odważył się poprosić go o życie dla pokonanych

W środowisku „ludzi honoru”, pierwotnie wśród rycerzy, uderzenie w policzek przez inną „osobę o zdolności honorowej”, fizyczne lub tylko słowne, ale kwalifikowane jako „policzek”, musiało oznaczać wyzwanie na pojedynek. Zgodnie z kodeksem rycerskim bowiem, hańba „policzka” powinna być zmyta w pojedynku. W związku z czysto rytualną wartością tego gestu, często uderzano rękawiczką, lub jako pochodny gest, rzucano pod nogi rękawicę, podnoszoną przez wyzwanego, który odwzajemniał ten gest i przyjmował w ten sposób wyzwanie do pojedynku, ratując się przed hańbą (stąd powiedzenie obecne w różnych językach: „rzucić / podjąć rękawicę”).
Spoliczkowanie samo w sobie było „obrazą czynną”, czyli jedną z poważniejszych, za którą później wyzywano i najczęściej dochodziło do starć z bronią w ręku, ale za tak samo obraźliwe, jak gest fizyczny, wystarczające były same słowa: „Niech się pan czuje spoliczkowanym!”.
Gest ten jest motywem w sztuce polskiej. Opisał go Alfred Szklarski w powieści Tajemnicza wyprawa Tomka, gdy Tomek Wilmowski, spoliczkowany przez sprowokowanego przez siebie rosyjskiego sztabskapitana, stwierdza: „Wśród ludzi honoru za policzek nie płaci się zwykłym przeproszeniem. Żądam satysfakcji z bronią w ręku”. W dramacie wojennym Kwiecień ukazane zostało spoliczkowanie, w kontekście honoru żołnierskiego, gdy „oficer uderzył w twarz oficera”, czyli pułkownik Czapran w czasie sporu policzkuje swego zastępcę, chorążego Szumibora, który składa raport prokuratorowi i wyzywa dowódcę na pojedynek.

## Spoliczkowanie przez kobietę
W kulturze europejskiej spoliczkowanie przez kobietę jest od wieków gestem uprawnionym i obyczajowo akceptowanym. Stanisław Krajski, autor podręczników  savoir-vivre, stwierdził, że w świecie dobrych obyczajów użycie siły i jakakolwiek agresja są bezwzględnie zakazane, poza jednym wypadkiem, a ten jeden wyjątek jest zarezerwowany dla kobiet w obronie czci: „Kobieta ma tu dwie możliwości najbardziej ostrej, prawomocnej reakcji: uderzenie w twarz otwartą dłonią lub chluśnięcie napojem w twarz”. Antropolog Desmond Morris, w opracowaniu Naga kobieta. Studium kobiecego ciała, definiuje spoliczkowanie przez kobietę, jako „klasyczne działanie kobiety reagującej na niechciane zachowanie”. Morris kategoryzuje takie uderzenie w policzek, jako „cios demonstracyjny”, którego nie można zignorować, ale nie powoduje wielu szkód.

## Spoliczkowanie z pobudek patriotycznych

### Jewgienij Żukowicz
16 kwietnia 1883 roku w Warszawie, Jewgienij Żukowicz, rosyjski student Uniwersytetu Warszawskiego spoliczkował carskiego kuratora warszawskiego okręgu szkolnego, Aleksandra Apuchtina, wprowadzającego rusyfikację i system donosicielstwa w szkolnictwie. Stało się to, gdy kurator wezwał Żukowicza do swego gabinetu, by w obecności świadków zbesztać go za wygłoszenie płomiennej mowy nad grobem polskiego przyjaciela, z którym uczestniczył w nielegalnym kółku socjalistów. Zaraz ściągnięto policję i kozaków, a student został aresztowany. Na drugi dzień na uniwersytecie wybuchły zamieszki, zwane „schodką apuchtinowską”. Studenci solidaryzowali się z ukaranym kolegą i domagali się jego uwolnienia. Już wkrótce po zajściu, na Krakowskie Przedmieście przybyły tłumy ludzi. Dotarcie do centrum wydarzeń wiązało się z niebezpieczeństwem: po ulicach krążyła żandarmeria, oddział Lejb-Gwardyjskiego Wołyńskiego Pułku i kozacy. Demonstracje zostały stłumione, a policja aresztowała ponad stu studentów. Ostatecznie 128 studentów wyrzucono z uczelni, m.in. Jana Harusewicza i Józefa Razumiejczyka. Jewgienij Żukowicz został skazany na pół roku więzienia.
Józef Eryk Natanson, wówczas żydowski bankier i przyrodnik, redaktor czasopisma Wszechświat, dał w Kurierze Warszawskim ogłoszenie, że ofiarowuje pewną kwotę na cele dobroczynne z powodu „radosnej nowiny” o spoliczkowaniu Apuchtina. Został za to zesłany na trzy lata do guberni wołogodzkiej. Pojawiali się jednak jego naśladowcy. Inną pamiątką tego „policzka” był skecz przedstawiany w cyrku: jeden z klaunów za spoliczkowanie otrzymuje medal. Mieszkańcy Warszawy ukuli powiedzenie: „dostać apuchtinkę”, czyli „policzek”. Ludwik Krzywicki wspominał, że „długo żyli atmosferą tamtego dnia, powiadając z podziwem: Tak się takie rzeczy robią!” Wydarzenie to historiografia uznaje za ważną cezurę, gdyż po tym geście miasto nigdy nie wróciło do marazmu trwającego od upadku powstania styczniowego.

### Stefan Miler

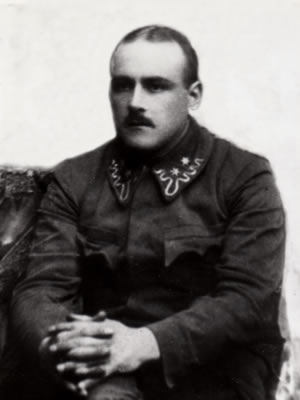
Stefan Miler spoliczkował w 1918 niemieckiego szydercę zakłócającego polską manifestację patriotyczną

W lutym 1918 roku w Zamościu, Stefan Miler, działający w Polskiej Organizacji Wojskowej, wcześniej żołnierz 1 Pułku Piechoty Legionów Polskich,  spoliczkował niemieckiego żołnierza, drwiącego z uczestników patriotycznej manifestacji przeciwko oderwaniu Chełmszczyzny od Królestwa Polskiego i włączeniu jej do Ukraińskiej Republiki Ludowej na mocy traktatu brzeskiego z 9 lutego 1918 roku. Jak stwierdza źródło, przyszły bohater wojny polsko-bolszewickiej, założyciel Ogrodu Zoologicznego w Zamościu i nauczyciel szkół średnich, tak wymierzył policzek szydercy, „aż się Szwabsko zatoczyło”. Przesiedział za to dwa tygodnie w areszcie. Manifestacje takie odbywały się w kolejnych tygodniach od podpisania tego traktatu, w różnych miejscowościach Polski, a szczególne nasilenie przybrały w powiecie zamojskim.

### Adam Dowgird
W 1934 roku w Kownie, Adam Dowgird, student medycyny Uniwersytetu Witolda Wielkiego i działacz mniejszości polskiej na Litwie kowieńskiej, spoliczkował  V. Pranukevičiusa, redaktora naczelnego litewskiej gazety Kuntaplis, za zamieszczenie w niej karykatury przedstawiającej marszałka Józefa Piłsudskiego klęczącego przed Adolfem Hitlerem. Dowgird został za to relegowany z uczelni.

### Beate Klarsfeld
7 listopada 1968 roku w Berlinie Zachodnim, Beate Klarsfeld, dziennikarka walcząca od 1960 roku o usunięcie z życia publicznego Niemieckiej Republiki Federalnej dawnych nazistów oraz o ich ukaranie, spoliczkowała kanclerza Niemiec Kurta Georga Kiesingera, byłego wysokiego urzędnika III Rzeszy, nazywając go „nazistą”. Wydarzyło się to podczas zjazdu CDU, na podium Sali Kongresowej (obecnie Dom Światowej Kultury). Beate Klarsfeld oświadczyła po tym czynie, iż zaplanowała go już 9 maja tego roku i przygotowywała się przez długi czas. Chciała tym gestem wyrazić, że „część narodu niemieckiego, zwłaszcza młodzież, zbuntowała się przeciwko temu, że nazista stoi na czele rządu federalnego”. Prosiła, aby rozumieć ten gest jako „spoliczkowanie odrażającej twarzy dziesięciu milionów nazistów”, „w imieniu 50 mln ofiar II wojny światowej i przyszłych pokoleń”, „dla pojednania z narodem żydowskim, polskim i rosyjskim” oraz „szacunku dla kobiet wśród ofiar Holocaustu, bombardowania i tortur”.
Już w dniu czynu Beate Klarsfeld została skazana w trybie doraźnym na karę jednego roku więzienia, zamienioną później na cztery miesiące w zawieszeniu. Po wyroku skazującym na więzienie, odbyły się demonstracje studenckie w jej obronie. Okna mieszkania sędziego zostały obrzucone kamieniami, a wyrok nazwano aktem sądowego terroryzmu.
Pisarz Heinrich Böll, późniejszy przewodniczący międzynarodowego PEN Clubu i laureat Nagrody Nobla w dziedzinie literatury, podziękował Beate Klarsfeld za ten gest, przesyłając jej bukiet czerwonych róż.

### Dominika Arendt-Wittchen
1 września 2018 roku w Warszawie, Dominika Arendt-Wittchen, działaczka stowarzyszenia Inicjatywa Historyczna, współorganizatorka marszów pamięci w rocznice krwawej niedzieli na Wołyniu, uroczystości związanych z obchodami wybuchu powstania warszawskiego i Dni z rotmistrzem Pileckim we Wrocławiu oraz opiekunka weteranów Wojska Polskiego i wolontariusz Światowego Związku Żołnierzy Armii Krajowej, spoliczkowała kobietę krzykami „Konstytucja” zakłócającą uroczystości Światowego Zjazdu Weteranów Walk o Niepodległość przy Grobie Nieznanego Żołnierza. Po tym geście zrezygnowała z funkcji Pełnomocnika Wojewody Dolnośląskiego ds. Obchodów Stulecia Odzyskania Niepodległości przez Polskę. 
W wyjaśnieniu napisała m.in., iż „kiedy za barierkami rozległ się krzyk, wielu Kombatantów, a szczególnie Ci, którzy przyjechali z zagranicy, zupełnie nie wiedziało, co się dzieje. Zrobiła się bardzo nieprzyjemna, nerwowa atmosfera. Weterani pytali, co się dzieje. Zobaczyłam łzy na twarzy jednego z Nich.  Nikt ze służb po jednej ani drugiej stronie barierek nie wykonywał żadnego ruchu. Przemówienie Prezydenta RP trwało a krzyki nabierały na sile. Domyśliłam się, że nikt ze służb nie zamierza interweniować, choć zakłócanie uroczystości państwowych jest czynem karalnym z art. 51 kk. Atmosfera była nie do zniesienia dla osób czujących powagę chwili. Wcześniej prosiłam tą Panią emocjonalnie, ale kulturalnie, żeby się uspokoiła, potem raz jeszcze tłumacząc, że bohaterami uroczystości są stuletni Kombatanci, żołnierze i więźniowie obozów koncentracyjnych. Kobieta obojętna na te słowa, coraz głośniej zagłuszała przemówienie Prezydenta. Kiedy podeszłam bliżej, krzyczała jeszcze głośniej. Przez cały ten czas służby stały niewzruszone. Przyznaję, że kierowana wzburzeniem wobec niszczenia powagi i majestatu uroczystości ku czci Tych, którzy walczyli o wolność Polski, pozwoliłam sobie na gest zbyt daleko idący. Uczyniłam to w rozpaczy i uniesieniu”.
Weterani wojenni obecni na tej uroczystości, dzień później wystosowali list otwarty, w którym podziękowali Dominice Arendt-Wittchen, za jej gest, stwierdzając m.in.:

My, niżej podpisani uczestnicy Światowego Zjazdu Weteranów Walk o Niepodległość RP w dniu 1 września br. w Warszawie wyrażamy oburzenie faktem zakłócania uroczystości, a w szczególności przemówienia Pana Prezydenta Rzeczpospolitej i brakiem reakcji służb porządkowych na agresywne i niekulturalne zachowanie postronnych osób. [...] Zachowanie tych osób było wielce naganne i głęboko lekceważące nas, chcących w ciszy i powadze uszanować pamięć poległych Bohaterów. Jednocześnie wyrażamy nasze poparcie dla osoby, która podobnie jak my oburzona tak nagannym zachowaniem, może nieco zbyt emocjonalnie zareagowała na niedopuszczalne zachowanie i stanęła w naszej obronie.

## Spoliczkowanie w prawie polskim
Kodeks karny (1997): 
Art. 217. § 1. Kto uderza człowieka lub w inny sposób narusza jego nietykalność cielesną, podlega grzywnie, karze ograniczenia wolności albo pozbawienia wolności do roku.
§ 2. Jeżeli naruszenie nietykalności wywołało wyzywające zachowanie się pokrzywdzonego albo jeżeli pokrzywdzony odpowiedział naruszeniem nietykalności, sąd może odstąpić od wymierzenia kary.
§ 3. Ściganie odbywa się z oskarżenia prywatnego.